# 호텔 레이크
"호텔 레이크"는 2020년에 개봉한 대한민국의 영화이다.

## 캐스팅
- 이세영 : 한유미 역
- 박지영 : 박경선 역
- 박효주 : 이예린 역
- 박소이 : 윤지유 역
- 전수지 : 최윤희 역
- 이주원 : 오석현 역
- 김보윤 : 서은경 역
- 문창길 : 은경 조부 역
- 여준환  : 김형사 역
- 추현경 : 김연실 역
- 엄서현 : 어린 유미 역
- 백종승 : 윤희의 남자 역
- 우민준 : 어린 상우 역
- 엄태준 : 예린의 아들 역
- 정회준 : 형사과장 역
- 부용환 : 과학수사대 역
- 장승화 : 구급대원 역
- 김현이 : 유미 대역
- 김지혜 : 경선 대역
- 추현경 : 예린 대역
- 이충식 : 중딩 대역
- 임나래 : 윤희 대역
- 김정영 : 아동보호소 부소장 역 (특별출연)
- 왕석현 : 중딩 영매 역 (특별출연)
- 서영주 : 상우 역 (특별출연)

## 같이 보기
- 2020년 대한민국의 영화 목록